# Katolička hamartiologija
Katolička hamartiologija (grč. hamartánein – promašiti cilj) grana je rimokatolicizma koja se bavi proučavanjem grijeha. Prema Katoličkoj crkvi, grijeh je "izjava, djelo ili želja," uzrokovana požudom, koja vrijeđa Boga, razum, istinu i savjest. Crkva vjeruje da je grijeh najveće zlo i da ima najgore posljedice za grešnika (istočni grijeh i prokletstvo), svijet (ljudska bijeda i uništavanje okoliša) i samu Rimokatoličku crkvu (Isusova muka i rane crkvenom jedinstvu). Na temelju Biblije, Rimokatolička crkva razlikuje dvije vrste grijeha: smrtni grijeh i laki grijeh. Rimokatolička crkva također razlikuje stanje istočnog grijeha i počinjenje grijeha.